# Meerrabe
Der Meerrabe (Sciaena umbra, Syn.: Corvina nigra) ist eine Fischart aus der Familie der Umberfische (Sciaenidae). Er lebt am Kontinentalschelf Westeuropas und Westafrikas zwischen Südengland, Südirland und dem Senegal, bei den Kanaren und den Kapverden, ferner im Mittelmeer (nördliche Küsten, südliche nur bis Algerien) und auch noch im westlichen Schwarzen Meer – bis in ca. 200 m Tiefe.

## Merkmale
Er ähnelt im Umriss entfernt einem Karpfen, nur ist die Schwanzflosse nicht zweilappig. Seine Färbung ist ein dunkles (Oliv-)Braun mit violettem Schimmer. Der hartstrahlige Teil der Rückenflosse kann hoch aufgerichtet werden. Der weichstrahlige Teil und die Schwanzflosse haben einen schwarzen Rand. Die vorderen Stachelstrahlen von Bauch- und Afterflosse sind auffallend weiß. Das Seitenlinienorgan erstreckt sich (bei vielen Umbern) bis auf die Schwanzflosse. Am Hinterende des Oberkiefers steht eine kleine (Mundwinkel-)Bartel.
Flossenformel: D1 X, D2 I/23–26, A II/7–9
Der Meerrabe kann über 20 Jahre alt und 70 cm lang werden.

## Lebensweise
In der Dämmerung jagt er vorwiegend Krebse und Fische, wobei er sich auffallend langsam fortbewegt (er bewerkstelligt dies mit Undulationen der D2 "amiiform", ohne Flossenschlag, und erregt bei Tauchern Verwunderung durch sein "bewegungsloses" Sich-Drücken bei Gefahr und Versinken im Seegras) – am liebsten zwischen Felsen, über Sandgrund, in Seegraswiesen, auch in Grotten. Doch ist bekannt, dass er manchmal auch Brackwasser aufsucht und sogar in Flüsse aufsteigt. Der Laich wird im späten Frühling und Sommer portionsweise ausgestoßen; die Eier und Larven entwickeln sich pelagisch. Der Fortpflanzung dienen die im Sommer (abends) vernehmbaren Trommel-„Chöre“; wie beim Adlerfisch hat die Schwimmblase seitlich viele luftgefüllte Zotten zur Resonanz-Verstärkung.

## Nutzung
Wie von anderen Umbern wurden auch die großen Ohrsteine des Seeraben (corvina) früher, zum Teil noch bis heute (z. B. in der Türkei) als Amulette oder pulverisiert (eingenommen) gegen Nieren- oder Blasenleiden u. a. verwendet. Da es sich um einen beliebten Speise- und auch Sportfisch handelt, wird derzeit versucht, ihn auch in Anlagen der Aquakultur, mit Kunstfutter usw., aufzuziehen.